# Игра в 15

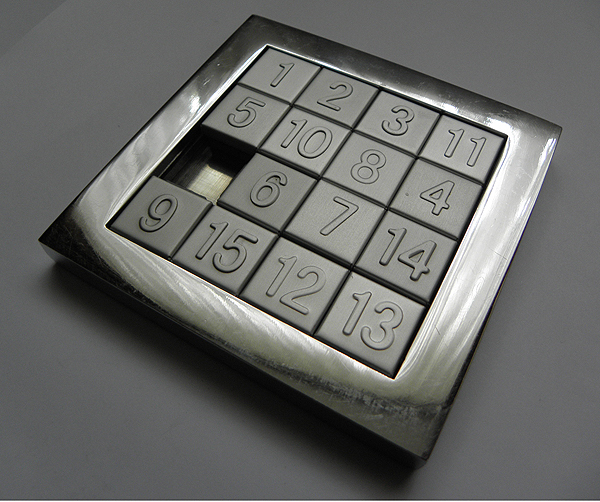

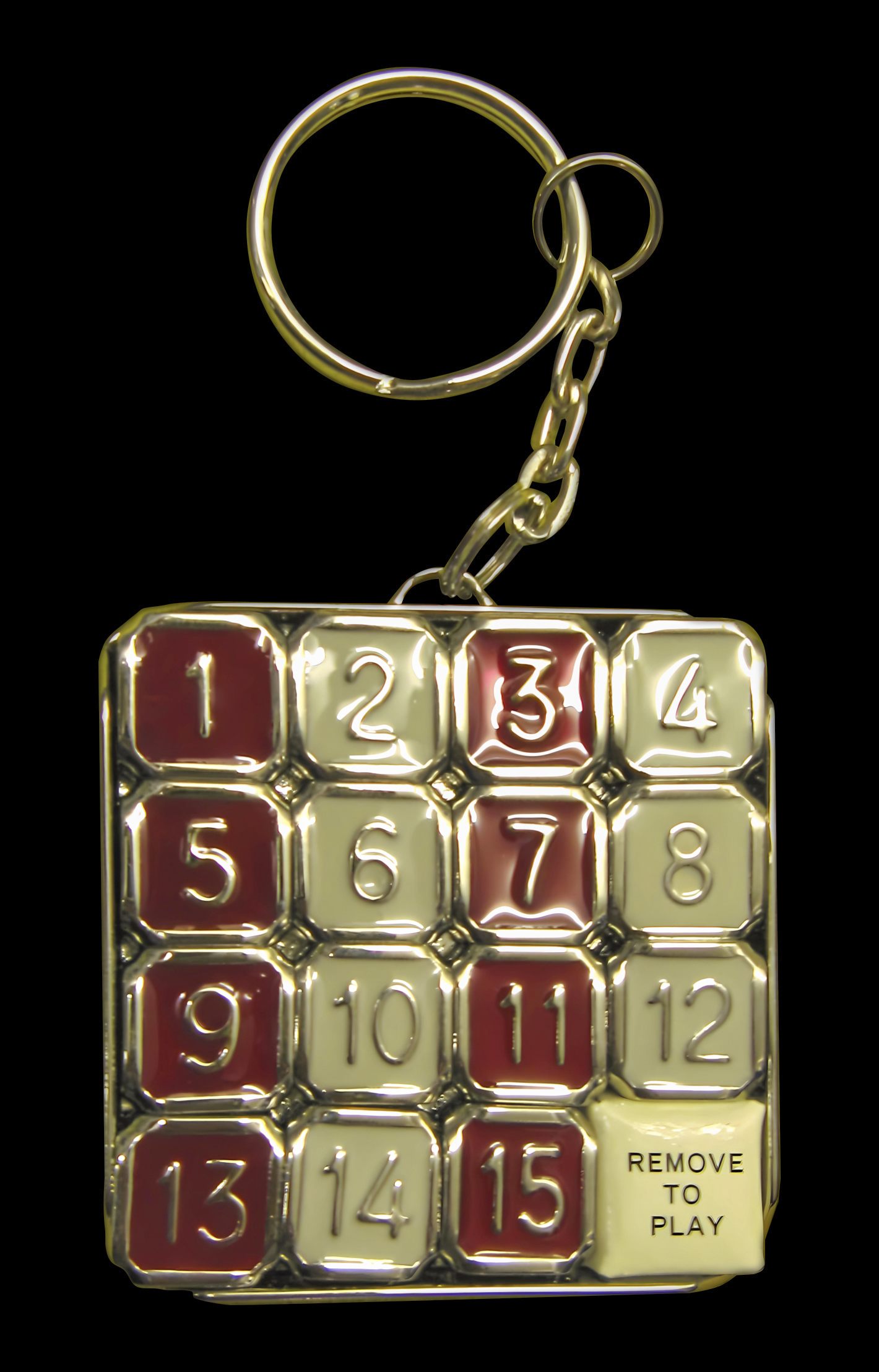
Головоломка-брелок

Игра в 15, пятнашки, такен — популярная перестановочная головоломка, придуманная в 1878 году Ноем Чепмэном. Головоломка представляет собой набор из 15 одинаковых квадратных костяшек с нанесёнными на них числами, лежащих в квадратной коробке. Длина стороны коробки в четыре раза больше длины стороны костяшки, поэтому в коробке остаётся незаполненным одно квадратное поле. Цель игры — упорядочить костяшки по возрастанию номеров, перемещая их внутри коробки, желательно сделав как можно меньше перемещений.

## История

### Авторство
С 1891 года до самой смерти Сэмюэл Лойд утверждал, что изобрёл головоломку именно он, и долгое время считалось, что это действительно так. Однако существуют доказательства того, что он не был причастен ни к созданию «пятнашек», ни к вариации с переставленными фишками 14 и 15. Пик популярности головоломки в США пришёлся на первую половину 1880 года; при этом не было обнаружено никаких упоминаний Сэма Лойда в связи с «пятнашками» вплоть до января 1891 года. В частности, The New York Times дважды публиковала материалы о головоломке, 22 марта 1880 года и 11 июня 1880 года, ни разу не упомянув при этом Лойда, несмотря на то что Лойд жил в Нью-Йорке.
Настоящим изобретателем головоломки был Ной Палмер Чепмэн, почтмейстер из Канастоты, который ещё в 1874 году показывал друзьям головоломку, состоящую из шестнадцати пронумерованных квадратиков, которые надо было сложить в ряды по четыре штуки так, чтобы сумма чисел в каждом ряду была равна 34.
Сын Ноя Чепмэна, Фрэнк Чепмэн, привёз доработанные головоломки в Сиракузы (штат Нью-Йорк) и передал их Анне и Джеймсу Бельден (Anna and James Belden). Они, в свою очередь, забрали головоломку в Уотч-Хилл (Род-Айленд), где были сделаны копии головоломки; одна из этих копий не известным в точности путём попала в Хартфорд, где слушатели Американской школы для слабослышащих начали делать грубые копии головоломки. К 1879 году головоломка уже продавалась не только в Хартфорде, но и в Бостоне. Тогда о «пятнашках» узнал художник по дереву Маттиас Райс (Matthias J. Rice). В декабре 1879 года Маттиас Райс начал в Бостоне бизнес по производству новой головоломки под названием «Драгоценная головоломка» (англ. The Gem Puzzle).
В начале 1880 года некий Чарльз Певи, дантист из Вустера, привлёк внимание общественности, предложив денежное вознаграждение за решение задачи собирания головоломки, что добавило популярности новой забаве. Весной того же года игра достигла Европы.
21 февраля 1880 года Ной Чепмэн попытался оформить патент на своё изобретение под наименованием «Block Solitaire Puzzle» («Головоломка—пасьянс с блоками»), однако заявка на патент была отклонена; не сохранилось записей, объясняющих, почему это произошло. По-видимому, это было вызвано тем, что, по мнению патентного инспектора Бурке, новая заявка мало отличалась от патента «Хитрые блоки», «Puzzle-Blocks», выданного Эрнесту У. Кинси (Ernest U. Kinsey) более чем за год до того, как Ной Чепмэн подал свою заявку.

### Распространение

#### В США
6 января 1880 года в газете Boston Evening Transcript появилось объявление о головоломке под названием Boss Puzzle. 12 января Boston Transcript упомянула несколько версий других производителей, включая Gem Puzzle, Solitaire, Fifteen и Number Puzzle. 19 января в той же газете была анонсирована головоломка под названием The New Puzzle; на следующий же день Worcester Gazette разместила объявление о головоломке The Boss Puzzle. Популярность головоломки стремительно росла, и предприниматели уже начали её производство и продажу.
В промежуток времени с 26 по 30 января Boston Evening Transcript опубликовала объявление Маттиаса Райса, раздосадованного появлением копий головоломки. В объявлении говорилось:
|  | Остерегайтесь подделок. Убедитесь, что вы приобретаете эту, единственную аккуратно сделанную, тщательно испытанную головоломку. |

В феврале 1880 года в разных газетах начали появляться подробные статьи, посвящённые головоломке. Ряд журналов национального масштаба, включая The Youth's Companion, Illustrated Newspaper, Harper’s Weekly, Scientific American, The Independent, в течение нескольких недель публиковали объявления о головоломке. Новости о головоломке распространялись в другие города. К началу марта многие производители выпускали версии головоломки под разными названиями.
12 февраля газета Boston Herald опубликовала поэму о головоломке, за которой последовал ряд произведений в стихотворной форме в других газетах.
17 февраля в газете Rochester Democrat and Chronicle была опубликована статья о влиянии головоломки на общество. 20 февраля в нью-йоркском журнале Ontario County Journal появилась заметка следующего содержания:
|  | Вероятно, Н. П. Чепмэн, почтмейстер из Канастоты, в течение ближайших нескольких недель будет самым проклинаемым человеком в стране. Он изобрёл Игру в 15. |

17 марта 1880 года газета Boston Daily Advertiser опубликовала статью, которая описывала «начало безумия» в Бостоне три месяца тому назад (в декабре 1879).
На основании газетных объявлений и статей авторы книги The 15 Puzzle Слокум и Зонневельд делают вывод, что в большинстве городов «безумие» длилось один-два месяца; впрочем, во многих городах головоломка становилась популярной до появления публикаций в местных газетах и оставалась популярной даже тогда, когда публикации прекращались.

#### За пределами США
В марте 1880 года головоломка начала распространяться за пределами США. До конца марта она достигла Канады и Франции. В течение апреля «безумие» достигло Англии, Германии, Латвии, Австрии, Эстонии, Норвегии, Швеции, России, Финляндии, в мае — Новой Зеландии, Нидерландов, Италии, Мексики, Дании, Австралии.

#### В России
25 апреля 1880 года газета St. Petersburg Herold на немецком языке разместила объявление «Neues Spiel — Das Spiel der Funfzehn» («Новая игра — Игра в 15»).

## Задачи

### The Gem Puzzle
В головоломке The Gem Puzzle, которую в 1879 году производил и продавал Матиас Райс, игрок высыпал плитки из коробочки и случайным образом укладывал их обратно, после чего пытался восстановить упорядоченную конфигурацию:
|  | Поместите блоки в коробочку беспорядочным образом, затем перемещайте, пока они не выстроятся в правильном порядке. |

В этой версии задача оказывалась неразрешимой ровно в половине случаев.

### Головоломка 14-15
В другой версии все плитки, за исключением 14 и 15, изначально находятся на своих местах; задача состоит в том, чтобы поменять местами неправильно стоящие плитки 14 и 15. Эта задача неразрешима; тем не менее, в этом случае можно упорядочить плитки с пустой ячейкой в верхнем левом углу либо выстроить фишки столбцами.

Рис. 1. В начальном положении в головоломке 14-15 плитки 14 и 15 поменяны местами
Рис. 2. Это расположение недостижимо из начального расположения головоломки 14-15 (Рис. 1)
Рис. 3. Но это расположение достижимо из начального расположения головоломки 14-15 (Рис. 1)
Рис. 4. Ещё одно достижимое расположение для головоломки 14-15 (Рис. 1)

### Современные модификации
Выпущено множество вариантов головоломки. В некоторых вариантах вместо упорядочивания чисел ставится цель восстановить некоторое изображение. Вместо чисел могут использоваться буквы; присутствие хотя бы двух одинаковых букв может сделать решение головоломки нетривиальной задачей.

Слон спит стоя. А вы?
На английском языке («Измерь свой разум, дружок»)[8]
На немецком языке («Без трудолюбия нет награды»)

### Магический квадрат

Магический квадрат

Одна из задач — переставить плитки таким образом, чтобы сумма чисел в каждом ряду (горизонтали, вертикали или большой диагонали) была равна одному и тому же числу; при этом числовое значение пустой ячейки считается равным нулю. При этом магическая сумма равна 30. Требуется по меньшей мере 35 ходов, чтобы получить магический квадрат из начального расположения, и существует лишь один магический квадрат, достижимый в 35 ходов.

## Математическое описание
Можно показать, что ровно половину из всех возможных 20 922 789 888 000 (=16!) начальных положений пятнашек невозможно привести к собранному виду. Пусть плитка с числом {\displaystyle i} расположена до (если считать слева направо и сверху вниз) {\displaystyle k} плиток с числами, меньшими {\displaystyle i}; тогда обозначим {\displaystyle n_{i}=k}. В частности, если после плитки с числом {\displaystyle i} нет плиток с числами, меньшими {\displaystyle i}, то {\displaystyle n_{i}=0}. Также введём число {\displaystyle e} — номер ряда пустой клетки (считая с 1). Если сумма
{\displaystyle N=\sum _{i=1}^{15}n_{i}+e}

Нерешаемая комбинация

(то есть сумма числа пар костяшек, в которых костяшка с большим номером идёт перед костяшкой с меньшим номером, и номера ряда пустой клетки) нечётна, то решения головоломки не существует.
Если допустить поворот коробки на 90 градусов, при котором изображения цифр окажутся лежащими на боку, то можно перевести неразрешимые комбинации в разрешимые (и наоборот). Таким образом, если вместо цифр на костяшки нанести точки и не фиксировать положение коробки, то неразрешимых комбинаций вообще не окажется.

## Оптимальное решение
Для обобщённых пятнашек (с бо́льшим, чем 15, количеством костяшек) задача поиска кратчайшего решения для заданной конфигурации является NP-полной.

### 4×4
Любую из 10 461 394 944 000 разрешимых конфигураций «классической» головоломки 4 × 4 можно перевести в начальную не более чем за 80 ходов, если под ходом понимать перемещение одной плитки, или не более чем за 43 хода, если под ходом понимать одновременное перемещение сплошного ряда из не более чем трёх плиток. Только 17 из всех разрешимых конфигураций не могут быть решены менее чем за 80 ходов, то есть требуют 80 перемещений отдельных плиток для решения; только 16 разрешимых конфигураций требуют 43 перемещений сплошных рядов плиток.

### 5×5
В 1995 году было показано, что любая конфигурация головоломки 5 × 5 может быть решена не более чем за 219 одиночных ходов, то есть была получена верхняя граница в 219 ходов для длины оптимального решения произвольной конфигурации.
В 1996 году была найдена конфигурация, которая не может быть решена меньше чем за 112 перемещений плиток.
В 2000 году верхняя граница была улучшена до 210 ходов; в 2011 году для «числа Бога» головоломки 5 × 5 были получены нижняя граница в 152 хода и верхняя граница в 208 ходов.

### n2- 1
В 2023 году было показано, что среднее оптимальное решение обобщенной версии головоломки требует {\displaystyle {\frac {2}{3}}n^{3}+O(n^{2.75})} одиночных ходов, а «число Бога» оценивается {\displaystyle n^{3}+O(n^{2.75})}.

### Текущие результаты
В таблице сведены данные для ряда обобщений «пятнашек». Когда точный результат неизвестен, приводятся лучшие известные оценки снизу и сверху в форме lb — ub.
| Размер | Целевая конфигурация   | Число решаемых конфигураций | «Длинные» ходы | «Число Бога» | Число «антиподов» |
| ------ | ---------------------- | --------------------------- | -------------- | ------------ | ----------------- |
| 2 × 2  | пустая ячейка в углу   | 12                          | нет            | 6            | 1                 |
| 2 × 3  | пустая ячейка в углу   | 360                         | нет            | 21           | 1                 |
| 2 × 4  | пустая ячейка в углу   | 20 160                      | нет            | 36           | 1                 |
| 2 × 5  | пустая ячейка в углу   | 1 814 400                   | нет            | 55           | 2                 |
| 2 × 6  | пустая ячейка в углу   | 239 500 800                 | нет            | 80           | 2                 |
| 2 × 7  | пустая ячейка в углу   | 43 589 145 600              | нет            | 108          |                   |
| 2 × 8  | пустая ячейка в углу   | 10 461 394 944 000          | нет            | 140          |                   |
| 3 × 3  | пустая ячейка в углу   | 181 440                     | нет            | 31           | 2                 |
| 3 × 3  | пустая ячейка в углу   | 181 440                     | да             | 24           |                   |
| 3 × 4  | пустая ячейка в углу   | 239 500 800                 | нет            | 53           | 18                |
| 3 × 5  | пустая ячейка в углу   | 653 837 184 000             | нет            | 84           |                   |
| 3 × 5  | пустая ячейка в центре | 653 837 184 000             | нет            | 84           |                   |
| 4 × 4  | пустая ячейка в углу   | 10 461 394 944 000          | нет            | 80           | 17                |
| 4 × 4  | пустая ячейка в углу   | 10 461 394 944 000          | да             | 43           | 16                |
| 5 × 5  | пустая ячейка в углу   | 7,7556⋅1024                 | нет            | 152 — 208    |                   |

## Использование пятнашек в информатике
«Пятнашки» разных размеров с 1960-х годов регулярно используются в исследованиях в области ИИ; в частности, на них испытываются и сравниваются алгоритмы поиска в пространстве состояний с разными эвристическими функциями и другими оптимизациями, влияющими на число посещённых в процессе поиска конфигураций головоломки (вершин графа). В исследованиях так или иначе использовались головоломки размеров 3 × 3, 4 × 4, 5 × 5, 6 × 6, 2 × 7, 3 × 5.
Можно перечислить основные причины выбора пятнашек в качестве «испытательного стенда» для алгоритмов поиска:
1. пространство состояний классических пятнашек является доступным для анализа, но всё же достаточно большим, чтобы представлять интерес и использовать и сравнивать разнообразные эвристики[70];
2. не известен ни один алгоритм, находящий кратчайшее решение для обобщённых пятнашек n × n за разумное время[40];
3. сама задача поиска кратчайшего решения для пятнашек проста для понимания и программного манипулирования[57][40]; головоломка поддаётся описанию с помощью небольшого и чётко определённого набора простых правил[71][40];
4. для моделирования головоломки не требуется передачи семантических тонкостей, присущих более сложным предметным областям[72];
5. задачи с пятнашками — удачные представители класса проблем, в которых требуется найти кратчайший путь между двумя заданными вершинами неориентированного конечного графа[40];
6. размер графа поиска зависит от размера головоломки n экспоненциально, хотя любое состояние можно описать с затратой O(n2) памяти[40];
7. одна и та же эвристическая функция может применяться ко всем состояниям, так как все состояния описываются одинаково; в реальных применениях разные состояния могут иметь разные описания, что требует введения нескольких эвристик[73];
8. использование в исследованиях игр и головоломок не порождает финансовых или этических проблем[72].

### Эвристический поиск
В качестве алгоритма поиска может использоваться алгоритм A*, IDA*, поиск в ширину.
Головоломка 3 × 3 легко решается любым алгоритмом поиска. Произвольные конфигурации пятнашек 4 × 4 решаются с помощью современных алгоритмов поиска за несколько миллисекунд. Для оптимального решения головоломки 5 × 5 требуются больши́е затраты ресурсов даже с применением современных компьютеров и алгоритмов; процесс поиска может длиться несколько недель и генерировать триллионы узлов. Оптимальное решение произвольных конфигураций головоломки 6 × 6 до сих пор находится за пределами возможностей, в связи с чем в исследованиях делаются лишь попытки предсказать относительную производительность алгоритма IDA* с разными эвристическими функциями.
Одна из самых простых эвристик для пятнашек может быть выражена следующим образом:
Число ходов, требуемых для решения, не меньше, чем число плиток, находящихся не на своих местах.
Верность утверждения, то есть допустимость эвристической функции «число плиток, находящихся не на своих местах», следует из того, что за один ход может быть поставлена на место только одна плитка. Эта эвристика не использует всю имеющуюся информацию: например, она не принимает во внимание расстояния, на которые должны быть перемещены отдельные плитки.
Более «умная» эвристика сопоставляет каждому расположению плиток сумму расстояний от текущей позиции каждой плитки до её целевой позиции. В литературе эта эвристика встречается под именем «манхэттенское расстояние» (Manhattan distance). Допустимость функции следует из того, что за один ход перемещается только одна фишка, и расстояние между этой фишкой и её конечной позицией изменяется на 1. Тем не менее, эта эвристика также не использует всю имеющуюся информацию, из-за того, что в одной позиции не могут находиться одновременно две плитки. Существуют более информированные варианты «манхэттенского расстояния», такие, как Linear Conflict.
Для быстрого поиска оптимального решения головоломки 4 × 4, а также для возможности находить оптимальное решение головоломки 5 × 5 в разумные сроки, разработаны эвристики, основанные на базах данных образцов (pattern databases). Подобные эвристики являются по сути заранее вычисленными и хранящимися в оперативной памяти таблицами, в которых закодированы оптимальные решения для подзадач; каждая из подзадач сводится к перемещению в целевые позиции определённой группы плиток. Эти эвристики также могут быть применены к кубику Рубика и другим головоломкам.

## Комментарии
1. ↑  В столбце указано, считается ли за один ход одновременное перемещение нескольких плиток, образующих сплошной вертикальный или горизонтальный ряд
2. ↑  Число ходов, за которое головоломку можно решить из самого трудного положения (требующего больше всего ходов)
3. ↑  «Антиподы» — конфигурации головоломки, требующие наибольшего числа ходов для решения